# Coriolano Paula Nery
Coriolano Paula Nery (Rio de Janeiro, capital federal, 29 de abril de 1894 - Uberaba-MG, 25 de agosto de 1958), mais conhecido como Coriol, foi um médico veterinário e futebolista brasileiro que atuava como meio-campista. Fez parte do 1º Time de Futebol do Clube de Regatas do Flamengo, em 1912, e defendeu o clube até 1917, atuando em 45 jogos e marcando 5 gols.
Seu nome está eternizado na Calçada da Fama do Clube.

## Títulos
- Campeonato Carioca: 1914, 1915